# 베이판장 대교

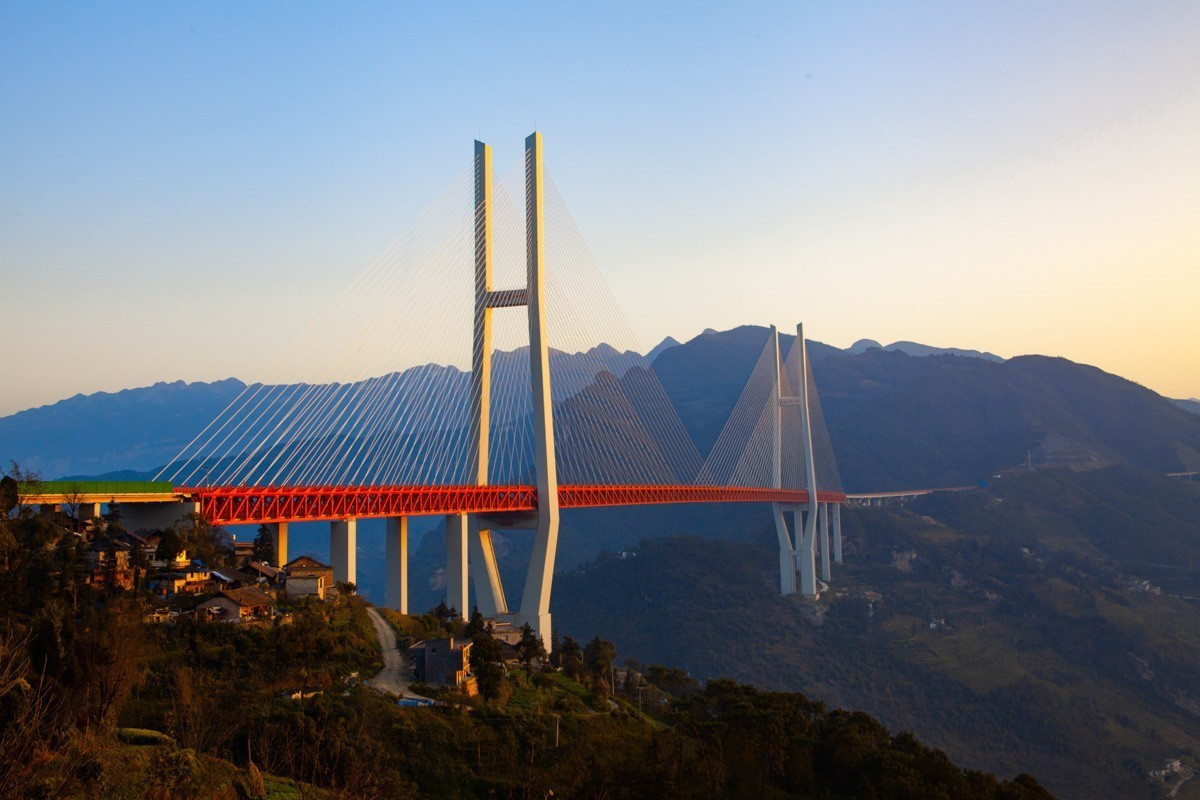
베이판장 대교

베이판장 대교(중국어: 北盤江大橋), 베이판장 제1교(중국어: 北盘江第一桥) 또는 두거 베이판장 대교(중국어: 都格北盘江大桥)는 세계에서 가장 높은 다리로, 구이저우성과 윈난성의 경계에 위치한다. 높이 565m로 200층 건물과 맞먹는 높이이다. 항루이 고속공로의 일부로 이 고속도로는 2017년에 개통되었다.